# Francesco di Paola del Liechtenstein
Francesco di Paola del Liechtenstein (nome completo in tedesco Franz de Paula Joachim Joseph; Vienna, 25 febbraio 1802 – Vienna, 31 marzo 1887) è stato un principe e generale austriaco.

## Campagne militari
Francesco di Paola si unì al I° reggimento austriaco di cavalleria come tenente nel 1821. Dal 1824 fu tenente del Reggimento Imperiale Uhlan “Arzduke Carl” (3º Reggimento Ulani) e nel 1825 fu capitano del Reggimento Imperiale Uhlan “Principe di Schwarzenberg” (2º Reggimento Ulani). Dal 1828 al 1830 prestò servizio come comandante di squadriglia del III° reggimento Uhlan. Dal 1832 prestò servizio in vari reggimenti ussari e nel 1836 fu promosso colonnello. Nell'anno rivoluzionario 1848, il principe Francesco di Paola prese parte alle operazioni in Italia come brigadiere nel corpo di riserva di Welden.
Nell'ottobre 1848 si trasferì nell'esercito del principe Alfred von Windisch-Graetz e prese parte come ufficiale di divisione alla repressione delle rivolte in Ungheria nel 1849. Guidò la cavalleria imperiale nella battaglia di Schwechat (30 ottobre 1848) e nel dicembre fu promosso tenente feldmaresciallo. Nella campagna invernale comandò la divisione di cavalleria del Corpo di riserva e prese parte alla battaglia di Hatván (6 aprile 1849) e alla prima battaglia di Komorn (26 aprile). Nella campagna estiva del 1849 comandò una divisione del I Corpo, comandata dal conte Schlik. Combatté alla testa della brigata Bianchi nella battaglia di Raab il 28 giugno e nella seconda e terza battaglia di Komorn il 2 e 11 luglio. Dopo che von Wohlgemuth fu nominato governatore militare della Transilvania, gli fu affidato il comando del IV Corpo dell'Armata. Nella battaglia vicino a Uj-Szegedin (3 agosto) le sue truppe forzarono il valico del Tibisco; due giorni dopo prese parte alla battaglia di Szöreg (5 agosto) sotto Haynau. Nella battaglia di Temesvár (9 agosto), l'intervento della sua divisione d'avanguardia sotto il maggiore generale von Herzinger aggirando il fianco destro ungherese decise la vittoria delle armi imperiali. A Slatina, Déva e Caransebesh, le sue truppe d'inseguimento fecero come prigionieri di guerra 8.200 uomini con 136 cannoni.
Dal 16 ottobre 1849 guidò il III° Corpo d'Armata come occupazione in Ungheria. Sempre nel 1849 fu nominato proprietario del IX° reggimento ussari. Dopo la pace fu nominato Ispettore Generale della Cavalleria (carica che mantenne fino al 1866) e Generale della Cavalleria il 27 novembre 1859. Dal 1860 al 1861 guidò il comando generale nazionale in Ungheria. Si ritirò nel 1868. Dal 1861 il principe Francesco mantenne un seggio nel Consiglio imperiale austriaco, inizialmente come membro nominato a vita fino al 1871, e da allora come membro ereditario.

## Matrimonio e figli
Il 3 giugno 1841, a Vienna, sposò Ewa Józefina Julia Potocka (10 agosto 1818-21 maggio 1895), figlia del conte Alfred Wojciech Potocki, ed ebbe quattro figli:
- Principe Alfredo Aloisio Edoardo del Liechtenstein (1842-1907), sposò sua cugina, la Principessa Enrichetta del Liechtenstein
- Principessa Giuseppina Marie Giuliana (Vienna, 22 aprile 1844 - Vienna, 10 ottobre 1854)
- Principe Aloisio Francesco di Paola Maria (Praga, 19 novembre 1846 - Vienna, 25 marzo 1920), sposò in prime nozze Marie "Mary" Henriette Adelaide Fox, ebbero quattro figlie, e in seconde nozze Johanna Elisabeth Maria von Klinkosch, non ebbero figli:
- Principe Enrico Carlo Augusto (Budapest, 6 novembre 1853 - Vienna, 15 febbraio 1914), celibe e senza figli.

## Ascendenza
|                                        |                                                  |                                                   | Genitori                                                           |  |  | Nonni |  |  | Bisnonni                   |  |  | Trisnonni                        |  |
|                                        |                                                  |                                                   |                                                                    |  |  |       |  |  | Emanuele del Liechtenstein |  |  | Filippo Erasmo del Liechtenstein |  |
|                                        |                                                  |                                                   |                                                                    |  |  |       |  |  | Emanuele del Liechtenstein |  |  | Filippo Erasmo del Liechtenstein |  |
|                                        |                                                  | Cristina Teresa di Löwenstein-Wertheim-Rochefort  |                                                                    |  |  |       |  |  | Emanuele del Liechtenstein |  |  |                                  |  |
| Francesco Giuseppe I del Liechtenstein |                                                  |                                                   |                                                                    |  |  |       |  |  | Emanuele del Liechtenstein |  |  |                                  |  |
|                                        |                                                  | Maria Anna Antonia di Dietrichstein-Weichselstädt | Carlo Magnus di Dietrichstein-Weichselstädt                        |  |  |       |  |  |                            |  |  |                                  |  |
|                                        |                                                  | Maria Anna Antonia di Dietrichstein-Weichselstädt | Carlo Magnus di Dietrichstein-Weichselstädt                        |  |  |       |  |  |                            |  |  |                                  |  |
|                                        |                                                  | Maria Anna Antonia di Dietrichstein-Weichselstädt | Maria Theresia von Trauttmansdorff-Weinsberg                       |  |  |       |  |  |                            |  |  |                                  |  |
| Giovanni I Giuseppe del Liechtenstein  |                                                  | Maria Anna Antonia di Dietrichstein-Weichselstädt |                                                                    |  |  |       |  |  |                            |  |  |                                  |  |
|                                        |                                                  | Francesco Filippo di Sternberg                    | Francesco Damiano di Sternberg                                     |  |  |       |  |  |                            |  |  |                                  |  |
|                                        |                                                  | Francesco Filippo di Sternberg                    | Francesco Damiano di Sternberg                                     |  |  |       |  |  |                            |  |  |                                  |  |
|                                        |                                                  | Francesco Filippo di Sternberg                    | Marie Josefa von Trauttmansdorff-Weinsberg                         |  |  |       |  |  |                            |  |  |                                  |  |
| Leopoldina di Sternberg                |                                                  | Francesco Filippo di Sternberg                    |                                                                    |  |  |       |  |  |                            |  |  |                                  |  |
|                                        |                                                  | Maria Leopoldina di Starhemberg                   | Konrad Sigismund Anton von Starhemberg                             |  |  |       |  |  |                            |  |  |                                  |  |
|                                        |                                                  | Maria Leopoldina di Starhemberg                   | Konrad Sigismund Anton von Starhemberg                             |  |  |       |  |  |                            |  |  |                                  |  |
|                                        |                                                  | Maria Leopoldina di Starhemberg                   | Maria Leopoldine Elisabeth Renate zu Löwenstein-Wertheim-Rochefort |  |  |       |  |  |                            |  |  |                                  |  |
| Francesco di Paola del Liechtenstein   |                                                  | Maria Leopoldina di Starhemberg                   |                                                                    |  |  |       |  |  |                            |  |  |                                  |  |
|                                        | Ludwig Wilhelm August Egon di Fürstenberg-Weitra | Prosper di Fürstenberg-Stühlingen                 |                                                                    |  |  |       |  |  |                            |  |  |                                  |  |
|                                        | Ludwig Wilhelm August Egon di Fürstenberg-Weitra | Prosper di Fürstenberg-Stühlingen                 |                                                                    |  |  |       |  |  |                            |  |  |                                  |  |
|                                        | Ludwig Wilhelm August Egon di Fürstenberg-Weitra | Anna Sophia Eusebia von Königsegg-Rothenfels      |                                                                    |  |  |       |  |  |                            |  |  |                                  |  |
| Joachim Egon di Fürstenberg-Weitra     | Ludwig Wilhelm August Egon di Fürstenberg-Weitra |                                                   |                                                                    |  |  |       |  |  |                            |  |  |                                  |  |
|                                        |                                                  | Maria Anna Fugger von Kirchberg-Weissenhorn       | Maximilian Joseph Fugger von Kirchberg-Weissenhorn                 |  |  |       |  |  |                            |  |  |                                  |  |
|                                        |                                                  | Maria Anna Fugger von Kirchberg-Weissenhorn       | Maximilian Joseph Fugger von Kirchberg-Weissenhorn                 |  |  |       |  |  |                            |  |  |                                  |  |
|                                        |                                                  | Maria Anna Fugger von Kirchberg-Weissenhorn       | Maria Judith Isabella Euphrosyna Euphemia von Toerring             |  |  |       |  |  |                            |  |  |                                  |  |
| Giuseppa di Fürstenberg-Weitra         |                                                  | Maria Anna Fugger von Kirchberg-Weissenhorn       |                                                                    |  |  |       |  |  |                            |  |  |                                  |  |
|                                        |                                                  | Filippo Carlo di Oettingen-Wallerstein            | Giuseppe Antonio Carlo di Oettingen-Wallerstein                    |  |  |       |  |  |                            |  |  |                                  |  |
|                                        |                                                  | Filippo Carlo di Oettingen-Wallerstein            | Giuseppe Antonio Carlo di Oettingen-Wallerstein                    |  |  |       |  |  |                            |  |  |                                  |  |
|                                        |                                                  | Filippo Carlo di Oettingen-Wallerstein            | Maria Agnes Magdalene Fugger von Kirchberg-Weissenhorn             |  |  |       |  |  |                            |  |  |                                  |  |
| Sophia Maria di Oettingen-Wallerstein  |                                                  | Filippo Carlo di Oettingen-Wallerstein            |                                                                    |  |  |       |  |  |                            |  |  |                                  |  |
|                                        |                                                  | Carlotta Giuliana di Oettingen-Baldern            | Kraft Anton Wilhelm di Oettingen-Baldern                           |  |  |       |  |  |                            |  |  |                                  |  |
|                                        |                                                  | Carlotta Giuliana di Oettingen-Baldern            | Kraft Anton Wilhelm di Oettingen-Baldern                           |  |  |       |  |  |                            |  |  |                                  |  |
|                                        |                                                  | Carlotta Giuliana di Oettingen-Baldern            | Johanna Eleanore Maria von Schönborn                               |  |  |       |  |  |                            |  |  |                                  |  |
|                                        |                                                  | Carlotta Giuliana di Oettingen-Baldern            |                                                                    |  |  |       |  |  |                            |  |  |                                  |  |